# Geocaryum divaricatum
Geocaryum divaricatum är en flockblommig växtart som först beskrevs av Pierre Edmond Boissier och Theodhoros Georgios Orphanides, och fick sitt nu gällande namn av Lennart Engstrand. Geocaryum divaricatum ingår i släktet Geocaryum och familjen flockblommiga växter. Inga underarter finns listade i Catalogue of Life.